# Leichtathletik-Europameisterschaften 1950

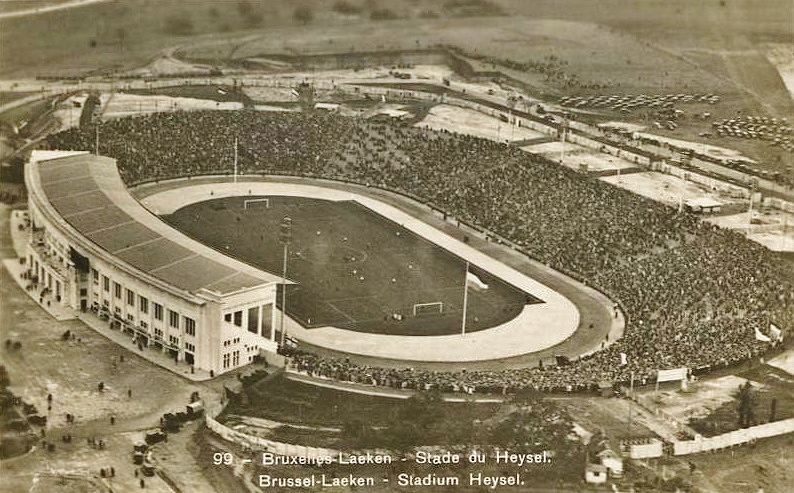
Brüsseler Heysel-Stadion in einer Luftaufnahme von 1935

| 4. Leichtathletik-Europameisterschaften | 4. Leichtathletik-Europameisterschaften |
| --------------------------------------- | --------------------------------------- |
|                                         |                                         |
| Stadt                                   | Brüssel                                 |
| Stadion                                 | Heysel-Stadion                          |
| Wettbewerbe                             | 34                                      |
| Eröffnung                               | 23. August 1950                         |
| Schlussfeier                            | 27. August 1950                         |
| Chronik                                 |                                         |
| ← Oslo 1946                             | Bern 1954 →                             |

| Medaillenspiegel (Endstand nach 34. Entscheidungen) | Medaillenspiegel (Endstand nach 34. Entscheidungen) | Medaillenspiegel (Endstand nach 34. Entscheidungen) | Medaillenspiegel (Endstand nach 34. Entscheidungen) | Medaillenspiegel (Endstand nach 34. Entscheidungen) | Medaillenspiegel (Endstand nach 34. Entscheidungen) |
| Platz                                               | Land                                                | Gold                                                | Silber                                              | Bronze                                              | Gesamt                                              |
| --------------------------------------------------- | --------------------------------------------------- | --------------------------------------------------- | --------------------------------------------------- | --------------------------------------------------- | --------------------------------------------------- |
| 1                                                   | Großbritannien                                      | 8                                                   | 3                                                   | 6                                                   | 17                                                  |
| 2                                                   | Sowjetunion                                         | 6                                                   | 5                                                   | 6                                                   | 17                                                  |
| 3                                                   | Frankreich                                          | 4                                                   | 8                                                   | 3                                                   | 15                                                  |
| 4                                                   | Niederlande                                         | 4                                                   | 3                                                   | 1                                                   | 8                                                   |
| 5                                                   | Italien                                             | 3                                                   | 5                                                   | 1                                                   | 9                                                   |
| 6                                                   | Tschechoslowakei                                    | 3                                                   | –                                                   | 3                                                   | 6                                                   |
| 7                                                   | Island                                              | 2                                                   | 1                                                   | –                                                   | 3                                                   |
| 8                                                   | Schweden                                            | 1                                                   | 4                                                   | 7                                                   | 12                                                  |
| 9                                                   | Finnland                                            | 1                                                   | 3                                                   | 5                                                   | 9                                                   |
| 10                                                  | Norwegen                                            | 1                                                   | –                                                   | –                                                   | 1                                                   |
| 10                                                  | Schweiz                                             | 1                                                   | –                                                   | –                                                   | 1                                                   |
| Vollständiger Medaillenspiegel                      |                                                     |                                                     |                                                     |                                                     |                                                     |

Die 4. Leichtathletik-Europameisterschaften fanden vom 23. bis zum 27. August 1950 in der belgischen Hauptstadt Brüssel statt. Mit Ausnahme des Marathonlaufs und des 50-km-Gehens wurden die Wettkämpfe im Heysel-Stadion ausgetragen.

## Teilnehmer
Wie bereits 1946 blieb eine deutsche Mannschaft nach dem Zweiten Weltkrieg von der Teilnahme – letztmals – ausgeschlossen.

## Wettbewerbe
In das Wettkampfprogramm für die Frauen wurde mit dem Fünfkampf erstmals ein Mehrkampf aufgenommen. Allerdings blieb das Angebot für weibliche Teilnehmerinnen mit jetzt insgesamt zehn Disziplinen (Lauf: 100 Meter, 200 Meter, 80 Meter Hürden, 4-mal-100-Meter-Staffel – Sprung: Hochsprung, Weitsprung – Stoß/Wurf. Kugelstoßen, Diskuswurf, Speerwurf – Mehrkampf: Fünfkampf) weiterhin ziemlich dünn. Das sollte sich in den kommenden Jahren sukzessive ändern, bis das Frauenprogramm schließlich dem für Männer weitgehend entsprach.

## Sportliche Leistungen
Das Niveau der Veranstaltung war nach den Maßstäben der Leistungen Ende der 1940er und Beginn der 1950er Jahre hoch. So gab es zahlreiche Meisterschafts- und Landesrekorde:
- In zwanzig Disziplinen wurden 25 Meisterschaftsrekorde verbessert oder egalisiert.
- In fünf Disziplinen wurden neun Landesrekorde verbessert oder egalisiert.

Erfolgreichste Nation war Großbritannien mit acht EM-Titeln. Die Sowjetunion folgte mit sechs Goldmedaillen. Dahinter lagen Frankreich und die Niederlande mit je vier siegreichen Sportlern, wobei Frankreich erheblich mehr Silber- und Bronzemedaillen auf seinem Konto hatte als die Niederlande.
Unbestrittener Star der Veranstaltung war die Niederländerin Fanny Blankers-Koen; sie gewann drei Goldmedaillen (100 Meter, 200 Meter, 80 Meter Hürden) und eine Silbermedaille (4-mal-100-Meter-Staffel).
- Neben der erfolgreichsten Sportlerin dieser Europameisterschaften Fanny Blankers-Koen gab es zwei weitere Athleten, die hier mehr als eine Goldmedaille erringen konnten:
  - Emil Zátopek (Tschechoslowakei) – 5000 Meter, 10.000 Meter
  - Derek Pugh (Großbritannien) – 400 Meter, 4-mal-400-Meter-Staffel
- Vier Europameister von 1950 hatten bereits vorher EM-Titel gewonnen:
  - Fanny Blankers-Koen (Niederlande) – 80 Meter Hürden, Wiederholung ihres Erfolgs von 1946, damit jetzt vierfache Europameisterin
  - Gunnar Huseby (Island) – Kugelstoßen, Wiederholung seines Erfolgs von 1946, damit jetzt zweifacher Europameister
  - Adolfo Consolini (Italien) – Diskuswurf, Wiederholung seines Erfolgs von 1946, damit jetzt zweifacher Europameister
  - Nina Dumbadse (Sowjetunion) – Diskuswurf, Wiederholung ihres Erfolgs von 1946, damit jetzt zweifache Europameisterin

## Ergebnisse Männer

### 100 m
| Platz | Athlet            | Land | Zeit (s) |
| ----- | ----------------- | ---- | -------- |
| 1     | Étienne Bally     | FRA  | 10,7     |
| 2     | Franco Leccese    | ITA  | 10,7     |
| 3     | Wladimir Sucharew | URS  | 10,7     |
| 4     | Emil Kiszka       | POL  | 10,7     |
| 5     | Haukur Clausen    | ISL  | 10,8     |
| 6     | Petar Pecelj      | YUG  | 10,8     |

Finale: 24. August
Wind: +0,7 m/s

### 200 m
| Platz | Athlet             | Land | Zeit (s) |
| ----- | ------------------ | ---- | -------- |
| 1     | Brian Shenton      | GBR  | 21,5     |
| 2     | Étienne Bally      | FRA  | 21,8     |
| 3     | Jan Lammers        | NED  | 22,1     |
| 4     | Angelo Moretti     | ITA  | 22,1     |
| 5     | Ásmundur Bjarnason | ISL  | 22,1     |
| 6     | Yves Camus         | FRA  | 22,2     |

Finale: 27. August
Wind: −0,7 m/s

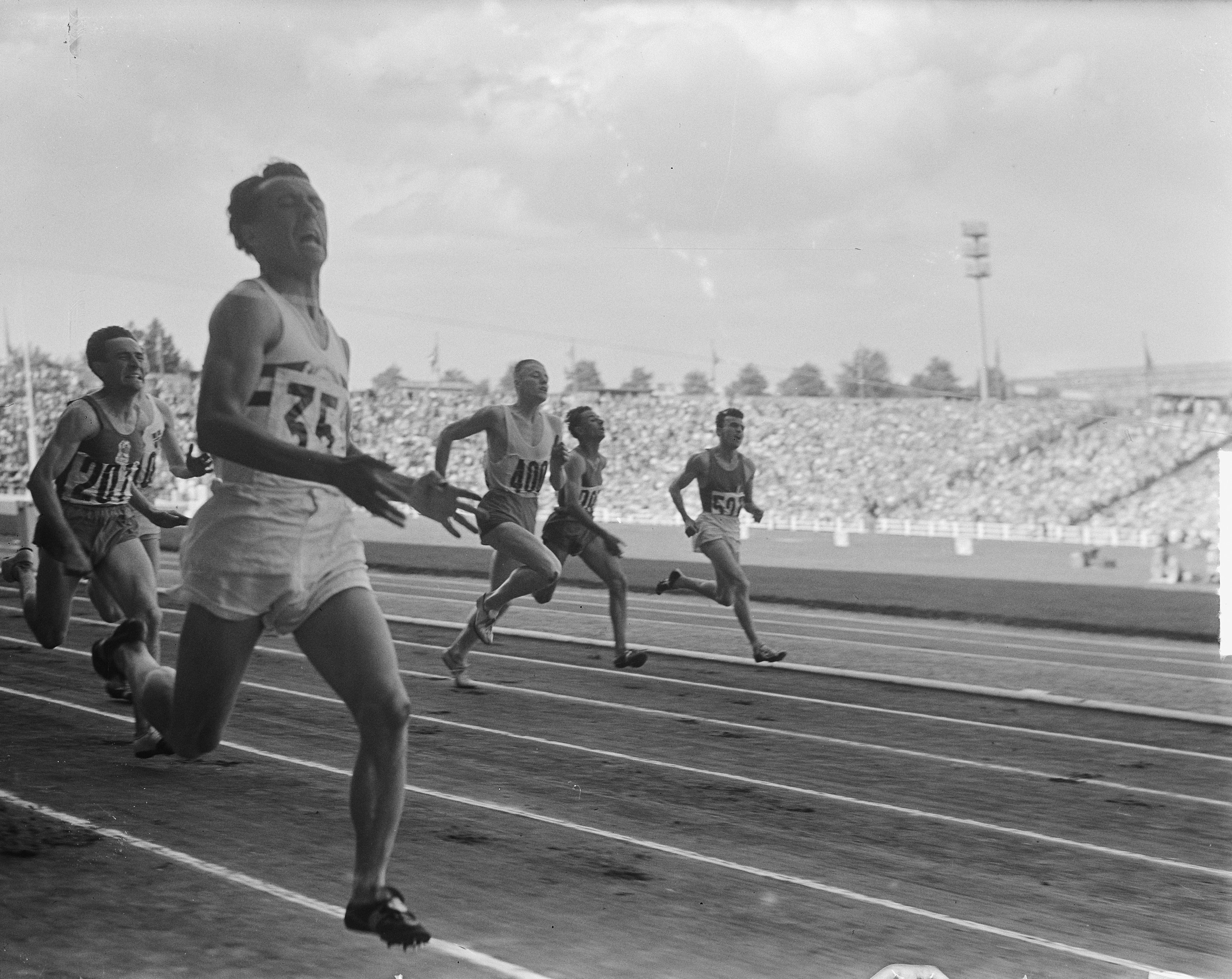

Auf dem Foto rechts liegt Brian Shenton kurz vor dem Ziel, links hinter ihm Étienne Bally, rechts von Shenton der drittplatzierte Jan Lammers.

### 400 m
| Platz | Athlet               | Land | Zeit (s) |
| ----- | -------------------- | ---- | -------- |
| 1     | Derek Pugh           | GBR  | 47,3 CR  |
| 2     | Jacques Lunis        | FRA  | 47,6000  |
| 3     | Lars-Erik Wolfbrandt | SWE  | 47,9000  |
| 4     | Guðmundur Lárusson   | ISL  | 48,1000  |
| 5     | Leslie Lewis         | GBR  | 48,7000  |
| 6     | Luigi Paterlini      | ITA  | 48,9000  |

Finale: 25. August

### 800 m
| Platz | Athlet           | Land | Zeit (min) |
| ----- | ---------------- | ---- | ---------- |
| 1     | John Parlett     | GBR  | 1:50,5 CR  |
| 2     | Marcel Hansenne  | FRA  | 1:50,7000  |
| 3     | Roger Bannister  | GBR  | 1:50,7000  |
| 4     | Ingvar Bengtsson | SWE  | 1:51,2000  |
| 5     | Audun Boysen     | NOR  | 1:51,4000  |
| 6     | Michel Clare     | FRA  | 1:51,6000  |
| 7     | Olle Lindén      | SWE  | 1:52,3000  |
| 8     | Joseph Brys      | BEL  | 1:54,0000  |

Finale: 26. August

### 1500 m

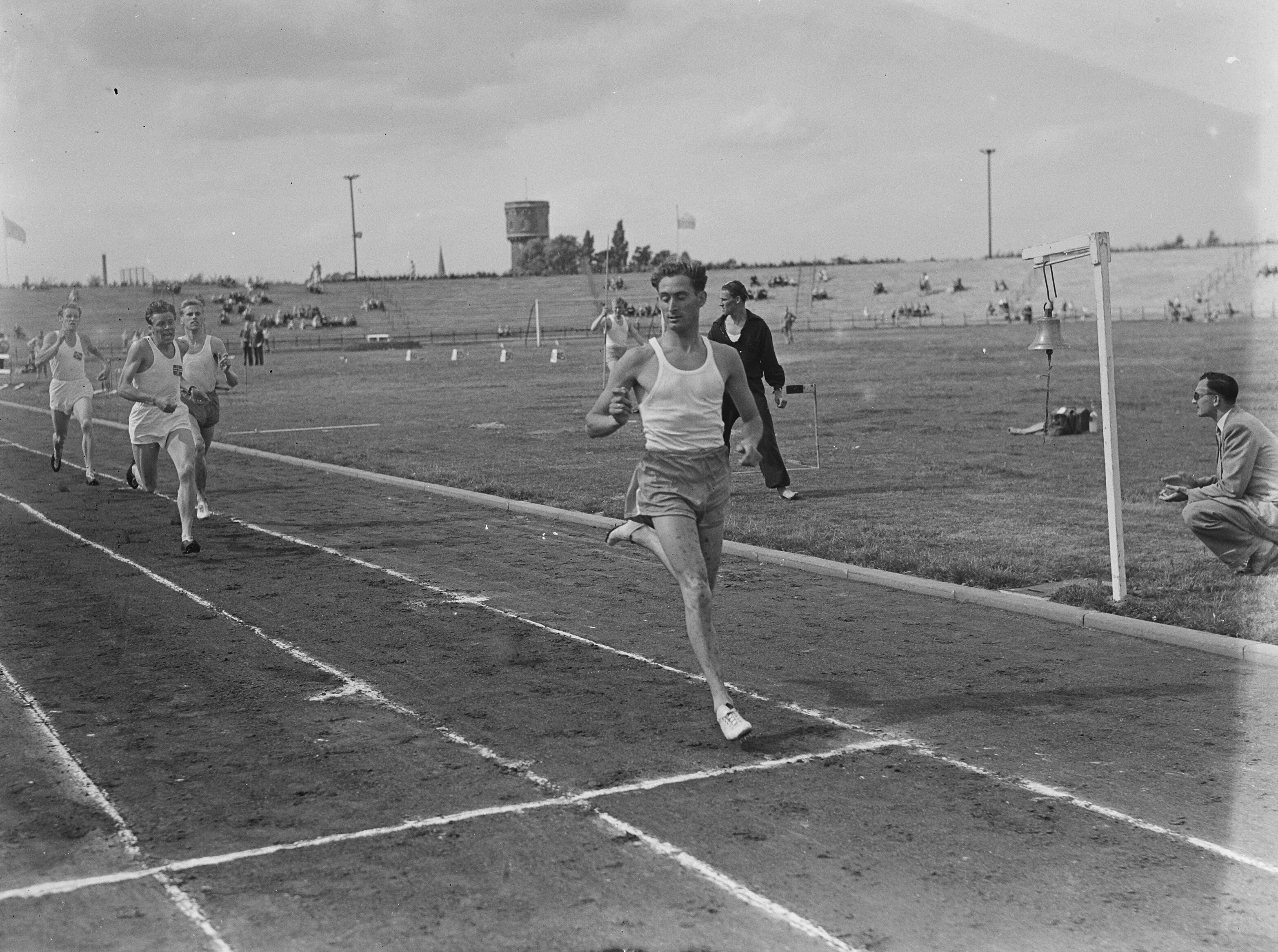
Europameister Willem Slijkhuis – hier als Sieger über 1500 Meter im Länderkampf Niederlande vs. Norwegen
im Jahr 1951

| Platz | Athlet             | Land | Zeit (min) |
| ----- | ------------------ | ---- | ---------- |
| 1     | Willem Slijkhuis   | NED  | 3:47,2 CR  |
| 2     | Patrick El Mabrouk | FRA  | 3:47,8000  |
| 3     | Bill Nankeville    | GBR  | 3:48,0 NR  |
| 4     | Ilmari Taipale     | FIN  | 3:50,4000  |
| 5     | Len Eyre           | GBR  | 3:51,0000  |
| 6     | Václav Čevona      | TCH  | 3:51,4000  |
| 7     | Ingvar Ericsson    | SWE  | 3:52,4000  |
| 8     | Jean Vernier       | FRA  | 3:53,2000  |

Finale: 27. August

### 5000 m
| Platz | Athlet          | Land | Zeit (min)    |
| ----- | --------------- | ---- | ------------- |
| 1     | Emil Zátopek    | TCH  | 14:03,0 CR/NR |
| 2     | Alain Mimoun    | FRA  | 14:26,0000000 |
| 3     | Gaston Reiff    | BEL  | 14:26,2000000 |
| 4     | Väinö Mäkelä    | FIN  | 14:30,8000000 |
| 5     | Hannu Posti     | FIN  | 14:40,8000000 |
| 6     | Lucien Theys    | BEL  | 14:42,4000000 |
| 7     | Stevan Pavlović | YUG  | 14:50,2000000 |
| 8     | Alec Olney      | GBR  | 14:51,8000000 |

Finale: 26. August

### 10.000 m
| Platz | Athlet              | Land | Zeit (min) |
| ----- | ------------------- | ---- | ---------- |
| 1     | Emil Zátopek        | TCH  | 29:12,0 CR |
| 2     | Alain Mimoun        | FRA  | 30:21,0000 |
| 3     | Väinö Koskela       | FIN  | 30:30,8000 |
| 4     | Frank Aaron         | GBR  | 30:31,6 NR |
| 5     | Nikifor Popow       | URS  | 30:34,4000 |
| 6     | Martin Stokken      | NOR  | 30:44,8000 |
| 7     | Marcel Vandewattyne | BEL  | 30:48,6000 |
| 8     | Osman Coşgül        | TUR  | 30:50,0000 |

Datum: 23. August

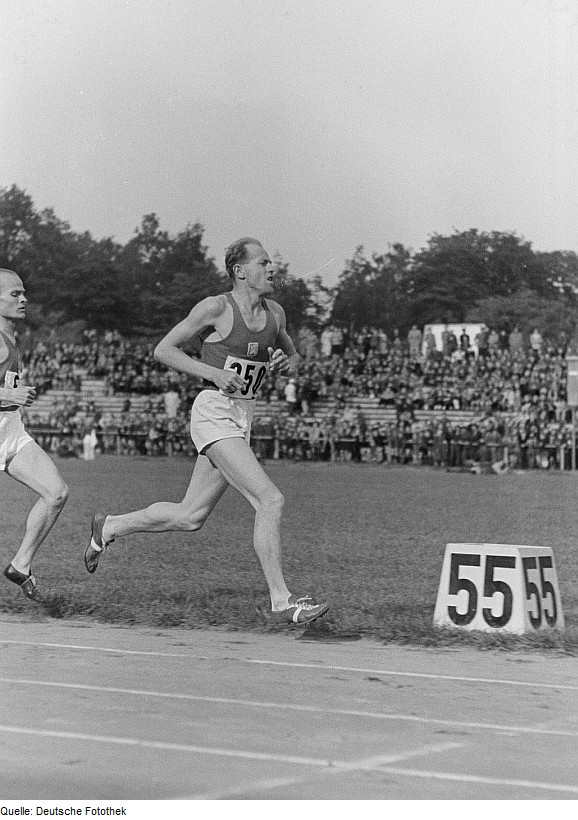

Langlaufikone Emil Zátopek (auf dem Foto rechts bei einem Wettkampf im Jahr 1951) wurde Doppeleuropameister auf den Bahnlangstrecken.

### Marathon
| Platz | Athlet             | Land | Zeit (h)   |
| ----- | ------------------ | ---- | ---------- |
| 1     | Jack Holden        | GBR  | 2:32:14 CR |
| 2     | Veikko Karvonen    | FIN  | 2:32:45000 |
| 3     | Feodossi Wanin     | URS  | 2:33:47000 |
| 4     | Gösta Leandersson  | SWE  | 2:34:26000 |
| 5     | Wassili Gordijenko | URS  | 2:34:37000 |
| 6     | Charles Cérou      | FRA  | 2:36:09000 |
| 7     | Jean Leblond       | BEL  | 2:36:55000 |
| 8     | Étienne Gailly     | BEL  | 2:38:24000 |

Datum: 23. August

### 110 m Hürden
| Platz | Athlet              | Land | Zeit (s) |
| ----- | ------------------- | ---- | -------- |
| 1     | André-Jacques Marie | FRA  | 14,6     |
| 2     | Ragnar Lundberg     | SWE  | 14,7     |
| 3     | Peter Hildreth      | GBR  | 15,0     |
| 4     | Albano Albanese     | ITA  | 15,1     |
| 5     | Gilbert Omnès       | FRA  | 15,2     |
| 6     | Jewgeni Bulantschik | URS  | 15,2     |

Finale: 24. August
Wind: ±0,0 m/s

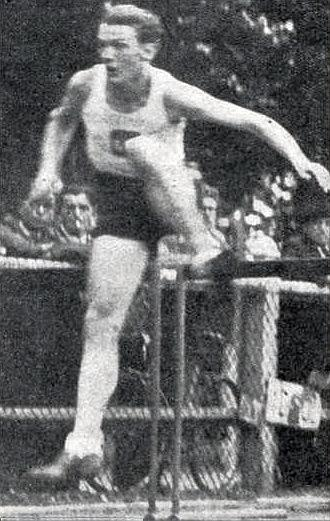

Europameister über die kurze Hürdenstrecke: André-Jacques Marie – auf dem Foto rechts im Jahr 1946

### 400 m Hürden
| Platz | Athlet          | Land | Zeit (s)   |
| ----- | --------------- | ---- | ---------- |
| 1     | Armando Filiput | ITA  | 51,9 CR/NR |
| 2     | Juri Litujew    | URS  | 52,4 NR000 |
| 3     | Harry Whittle   | GBR  | 52,7000000 |
| 4     | Ottavio Missoni | ITA  | 53,6000000 |
| 5     | Lars Ylander    | SWE  | 53,9000000 |
| 6     | Georges Elloy   | FRA  | 54,3000000 |

Finale: 27. August

### 3000 m Hindernis
| Platz | Athlet            | Land | Zeit (min) |
| ----- | ----------------- | ---- | ---------- |
| 1     | Jindřich Roudný   | TCH  | 9:05,4     |
| 2     | Petar Šegedin     | YUG  | 9:07,4     |
| 3     | Erik Blomster     | FIN  | 9:08,8     |
| 4     | Martin Stokken    | NOR  | 9:13,0     |
| 5     | Alex Guyodo       | FRA  | 9:17,4     |
| 6     | Robert Schoonjans | BEL  | 9:18,6     |
| 7     | Curt Söderberg    | SWE  | 9:21,0     |
| 8     | Tore Sjöstrand    | SWE  | 9:25,2     |

Finale: 27. August

### 4 × 100 m Staffel
| Platz | Land           | Athleten                                                                   | Zeit (s) |
| ----- | -------------- | -------------------------------------------------------------------------- | -------- |
| 1     | Sowjetunion    | Wladimir Sucharew Lewan Kaljajew Lewan Sanadse Nikolai Karakulow           | 41,5     |
| 2     | Frankreich     | Étienne Bally Jacques Perlot Yves Camus Jean-Pierre Guillon                | 41,8     |
| 3     | Schweden       | Göte Kjellberg Leif Christersson Stig Danielsson Hans Rydén                | 41,9     |
| 4     | Großbritannien | John Gregory Alan Grieve Brian Shenton Austin Pinnington                   | 41,9     |
| 5     | Island         | Ásmundur Bjarnason Guðmundur Lárusson Finnbjörn Þorvaldsson Haukur Clausen | 41,9     |
| 6     | Italien        | Franco Leccese Gino Riva Giuseppe Guzzi Angelo Moretti                     | 43,2     |

Finale: 27. August

### 4 × 400 m Staffel
| Platz | Land           | Athleten                                                             | Zeit (min) |
| ----- | -------------- | -------------------------------------------------------------------- | ---------- |
| 1     | Großbritannien | Martin Pike Leslie Lewis Angus Scott Derek Pugh                      | 3:10.2 CR  |
| 2     | Italien        | Baldassare Porto Armando Filiput Luigi Paterlini Antonio Siddi       | 3:11.0000  |
| 3     | Schweden       | Gösta Brännström Tage Ekfeldt Rune Larsson Lars-Erik Wolfbrandt      | 3:11.6000  |
| 4     | Frankreich     | René Leroux Francis Scheweita Jean-Paul Martin du Gard Jacques Lunis | 3:11,6000  |
| 5     | Sowjetunion    | Pawel Kijanenko Gennadij Modoi Heino Potter Sergej Komarow           | 3:15,4000  |
| 6     | Finnland       | Jaakko Suikkari Lennart Lindberg Ragnar Graeffe Rolf Back            | 3:16,6000  |

Finale: 27. August

### 10.000 m Gehen
| Platz | Athlet            | Land | Zeit (min) |
| ----- | ----------------- | ---- | ---------- |
| 1     | Fritz Schwab      | SUI  | 46:01,8 CR |
| 2     | Émile Maggi       | FRA  | 46:16,8000 |
| 3     | John Mikaelsson   | SWE  | 46:48,2000 |
| 4     | Salvatore Cascino | ITA  | 48:46,0000 |
| 5     | Louis Chevalier   | FRA  | 49:03,0000 |
| 6     | Robert Delannoit  | BEL  | 50:22,6000 |
| 7     | Ragnar Olsen      | NOR  | 51:41,8000 |
| 8     | Louis van Dijck   | BEL  | 52:15,4000 |

Datum: 24. August

### 50 km Gehen
| Platz | Athlet           | Land | Zeit (h) |
| ----- | ---------------- | ---- | -------- |
| 1     | Giuseppe Dordoni | ITA  | 4:40:42  |
| 2     | John Ljunggren   | SWE  | 4:43:25  |
| 3     | Verner Ljunggren | SWE  | 4:49:28  |
| 4     | Josef Doležal    | TCH  | 4:55:49  |
| 5     | John Proctor     | GBR  | 4:58:01  |
| 6     | Alfred Cotton    | GBR  | 5:03:30  |
| 7     | Claude Hubert    | FRA  | 5:07:49  |
| 8     | Georges Pouchet  | FRA  | 5:12:16  |

Datum: 25. August

### Hochsprung
| Platz | Athlet             | Land | Höhe (h) |
| ----- | ------------------ | ---- | -------- |
| 1     | Alan Paterson      | GBR  | 1,96     |
| 2     | Arne Åhman         | SWE  | 1,93     |
| 3     | Claude Bénard      | FRA  | 1,93     |
| 4     | Hans Wahli         | SUI  | 1,90     |
| 5     | Gösta Svensson     | SWE  | 1,90     |
| 6     | Georges Damitio    | FRA  | 1,90     |
| 7     | Jacques Delelienne | BEL  | 1,85     |
| 8     | Juri Iljassow      | URS  | 1,85     |

Finale: 27. August

### Stabhochsprung

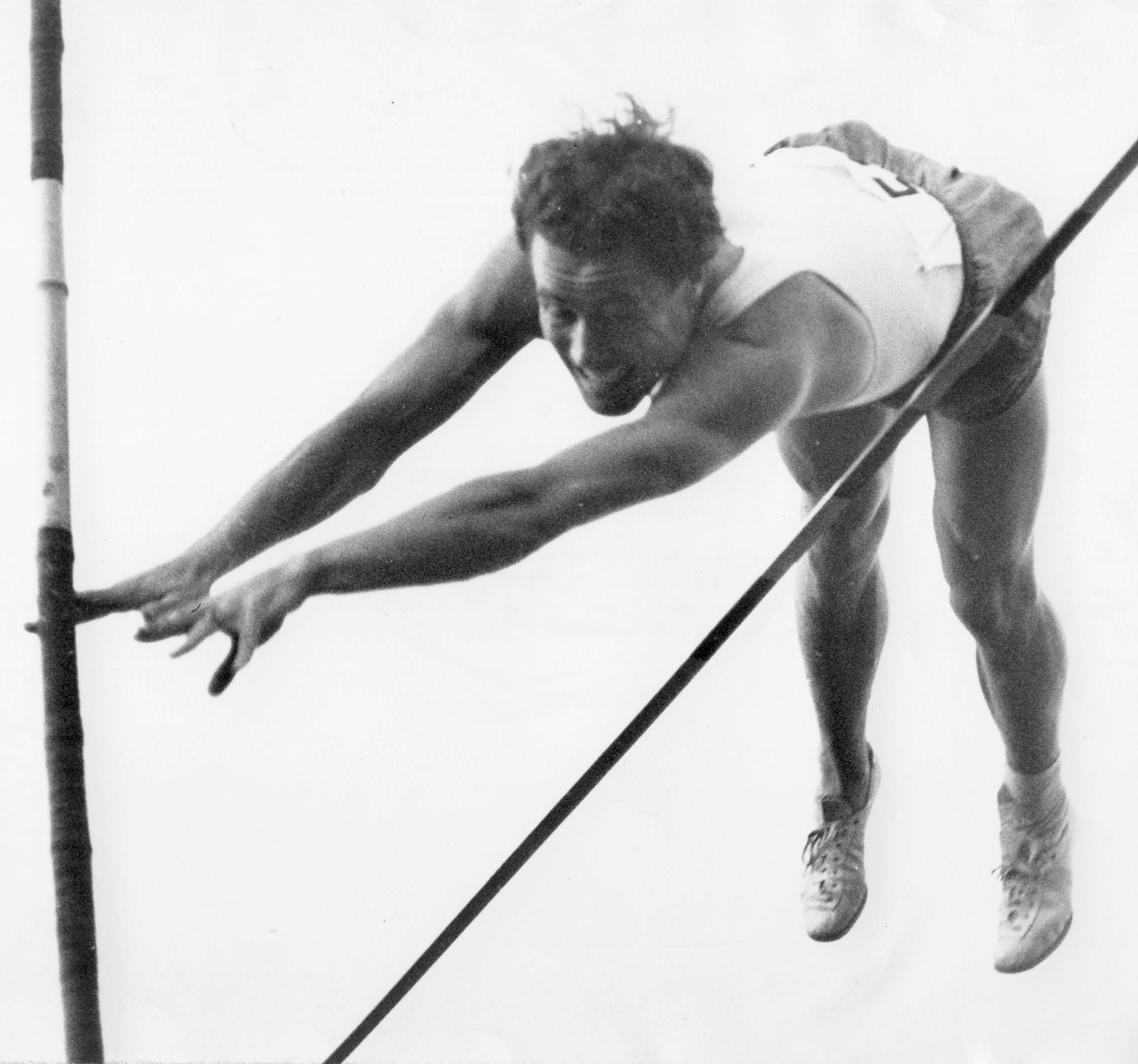
Ragnar Lundberg – Europameister mit EM-Rekord

| Platz | Athlet           | Land | Höhe (m) |
| ----- | ---------------- | ---- | -------- |
| 1     | Ragnar Lundberg  | SWE  | 4,30 CR  |
| 2     | Valto Olenius    | FIN  | 4,25000  |
| 3     | Jukka Piironen   | FIN  | 4,25000  |
| 4     | Victor Sillon    | FRA  | 4,10000  |
| 5     | Erling Kaas      | NOR  | 4,10000  |
| 6     | Armin Scheurer   | SUI  | 4,00000  |
| 7     | Birger Hultqvist | SWE  | 4,00000  |
| 8     | Rudy Stjernild   | DEN  | 3,80000  |

Finale: 26. August

### Weitsprung
| Platz | Athlet             | Land | Weite (m) |
| ----- | ------------------ | ---- | --------- |
| 1     | Torfi Bryngeirsson | ISL  | 7,32      |
| 2     | Gerard Wessels     | NED  | 7,22      |
| 3     | Jaroslav Fikejz    | TCH  | 7,20      |
| 4     | Albaro Dias        | POR  | 7,00      |
| 5     | Rune Nilsen        | NOR  | 6,96      |
| 6     | Fred Hammer        | LUX  | 6,92      |
| 7     | Paul Faucher       | FRA  | 6,81      |
| 8     | Boris Brnad        | YUG  | 6,52      |

Finale: 26. August

### Dreisprung
| Platz | Athlet                | Land | Weite (m) |
| ----- | --------------------- | ---- | --------- |
| 1     | Leonid Schtscherbakow | URS  | 15,39 CR  |
| 2     | Valle Rautio          | FIN  | 14,96000  |
| 3     | Ruhi Sarıalp          | TUR  | 14,53000  |
| 4     | Rune Nilsen           | NOR  | 14,50000  |
| 5     | Arne Åhman            | SWE  | 14,48000  |
| 6     | Lennart Moberg        | SWE  | 14,46000  |
| 7     | Preben Larsen         | DEN  | 14,35000  |
| 8     | Robert Bobin          | FRA  | 14,02000  |

Finale: 23. August

### Kugelstoßen
| Platz | Athlet          | Land | Weite (m)   |
| ----- | --------------- | ---- | ----------- |
| 1     | Gunnar Huseby   | ISL  | 16,74 CR/NR |
| 2     | Angiolo Profeti | ITA  | 15,16000000 |
| 3     | Oto Grigalka    | URS  | 15,14000000 |
| 4     | Willy Senn      | SUI  | 14,95000000 |
| 5     | Petar Sarcevic  | YUG  | 14,90000000 |
| 6     | Vladimír Jirout | TCH  | 14,89000000 |
| 7     | John Savidge    | GBR  | 14,69000000 |
| 8     | John Giles      | GBR  | 14,29000000 |

Finale: 25. August

### Diskuswurf

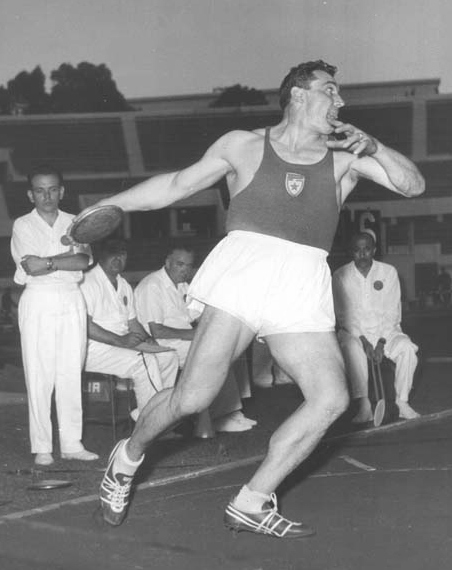
Adolfo Consolini – Sieger eines Wettbewerbs mit starken Weiten

| Platz | Athlet           | Land | Weite (m) |
| ----- | ---------------- | ---- | --------- |
| 1     | Adolfo Consolini | ITA  | 53,75 CR  |
| 2     | Giuseppe Tosi    | ITA  | 52,31000  |
| 3     | Olavi Partanen   | FIN  | 48,69000  |
| 4     | Stein Johnson    | NOR  | 48,55000  |
| 5     | Arne Hellberg    | SWE  | 47,37000  |
| 6     | Alojz Kormúth    | TCH  | 46,17000  |
| 7     | Nikolaos Syllas  | GRE  | 46,14000  |
| 8     | Jørgen Munk Plum | DEN  | 45,93000  |

Finale: 26. August

### Hammerwurf

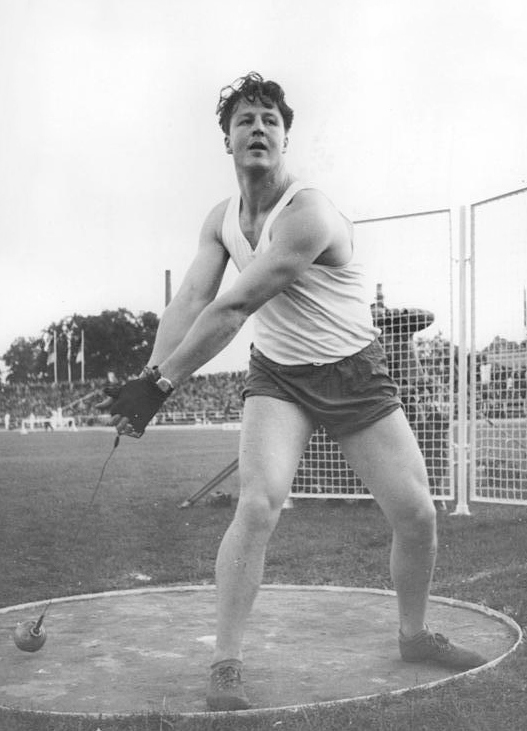
Knappe Abstände im Hammerwurf mit Sverre Strandli als Europameister

| Platz | Athlet                 | Land | Weite (m) |
| ----- | ---------------------- | ---- | --------- |
| 1     | Sverre Strandli        | NOR  | 55,71     |
| 2     | Teseo Taddia           | ITA  | 54,73     |
| 3     | Jiří Dadák             | TCH  | 53,64     |
| 4     | Ivan Gubijan           | YUG  | 53,44     |
| 5     | Alexandr Kanaki        | URS  | 53,09     |
| 6     | Duncan Clark           | GBR  | 52,83     |
| 7     | Svend-Aage Frederiksen | DEN  | 50,01     |
| 8     | Ewan Douglas           | GBR  | 49,18     |

Finale: 27. August

### Speerwurf
| Platz | Athlet            | Land | Weite (m) |
| ----- | ----------------- | ---- | --------- |
| 1     | Toivo Hyytiäinen  | FIN  | 71,26     |
| 2     | Per-Arne Berglund | SWE  | 70,06     |
| 3     | Ragnar Ericzon    | SWE  | 69,82     |
| 4     | Mirko Vujačić     | YUG  | 66,84     |
| 5     | Tapio Rautavaara  | FIN  | 66,20     |
| 6     | Amos Matteucci    | ITA  | 64,99     |
| 7     | Erwin Pektor      | AUT  | 62,13     |
| 8     | Nico Lutkeveld    | NED  | 61,50     |

Finale: 27. August

### Zehnkampf
| Platz | Athlet           | Land | P – offiz. Wert. | P – 85er Wert. |
| ----- | ---------------- | ---- | ---------------- | -------------- |
| 1     | Ignace Heinrich  | FRA  | 7364 CR          | 6827           |
| 2     | Örn Clausen      | ISL  | 7297000          | 6819           |
| 3     | Kjell Tånnander  | SWE  | 7275000          | 6664           |
| 4     | Göran Widenfelt  | SWE  | 7005000          | 6566           |
| 5     | Armin Scheurer   | SUI  | 6944000          | 6460           |
| 6     | Wladimir Wolkow  | URS  | 6869000          | 6498           |
| 7     | Edward Adamczyk  | POL  | 6861000          | 6447           |
| 8     | Miloslav Moravec | TCH  | 6824000          | 6482           |

Datum: 24./25. August

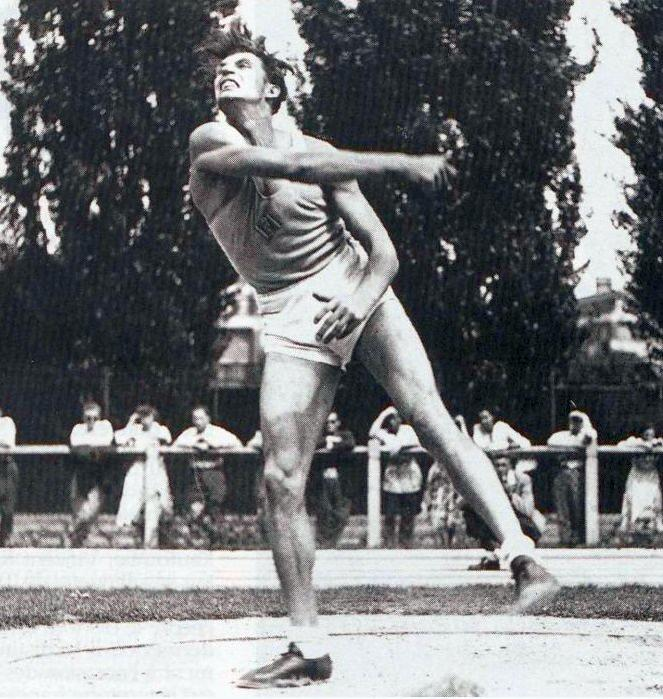
Ignace Heinrich gewann den Zehnkampf mit einem Vorsprung von 33 Punkten

Gewertet wurde nach der Punktetabelle von 1934.
Zur Orientierung und Einordnung der Leistungen sind zum Vergleich die nach heutigem Wertungssystem von 1985 erreichten Punktzahlen mitaufgeführt. An den Platzierungen hätte es danach einige Abweichungen gegeben,

Aber diese Vergleiche sind nur Anhaltswerte, denn als Grundlage müssen die jeweils unterschiedlichen Maßstäbe der Zeit gelten.

## Ergebnisse Frauen

### 100 m
| Platz | Athletin              | Land | Zeit (s) |
| ----- | --------------------- | ---- | -------- |
| 1     | Fanny Blankers-Koen   | NED  | 11,7 CRe |
| 2     | Jewgenija Setschenowa | URS  | 12,30000 |
| 3     | June Foulds           | GBR  | 12,40000 |
| 4     | Soja Duchowitsch      | URS  | 12,40000 |
| 5     | Elspeth Hay           | GBR  | 12,50000 |
| 6     | Colette Aitelli       | FRA  | 12,50000 |

Finale: 25. August
Wind: +0,7 m/s

### 200 m
| Platz | Athletin              | Land | Zeit (s) |
| ----- | --------------------- | ---- | -------- |
| 1     | Fanny Blankers-Koen   | NED  | 24,0     |
| 2     | Jewgenija Setschenowa | URS  | 24,8     |
| 3     | Dorothy Hall          | GBR  | 25,0     |
| 4     | Sofja Malschina       | URS  | 25,0     |
| 5     | Bertha Brouwer        | NED  | 25,0     |
| 6     | Soja Duchowitsch      | URS  | 25,5     |

Finale: 27. August
Wind: −0,6 m/s

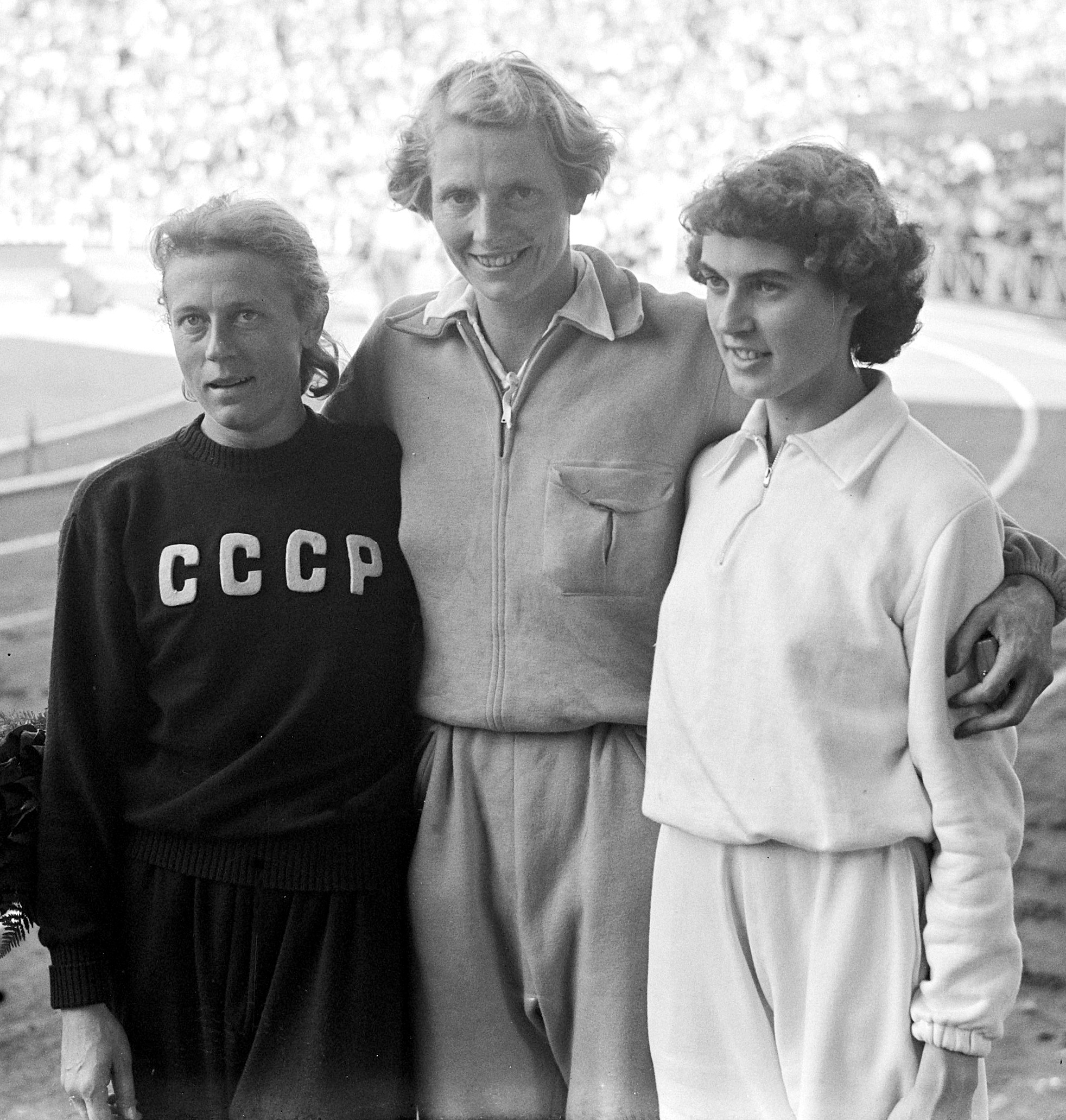

Die Medaillengewinnerinnen über 200 Meter (Foto v. l. n. r.): Jewgenija Setschenowa, Fanny Blankers-Koen, Dorothy Hall (spätere Dorothy Parlett)

### 80 m Hürden
| Platz | Athletin             | Land | Zeit (s) |
| ----- | -------------------- | ---- | -------- |
| 1     | Fanny Blankers-Koen  | NED  | 11,1 CR  |
| 2     | Maureen Dyson        | GBR  | 11,6000  |
| 3     | Micheline Ostermeyer | FRA  | 11,7000  |
| 4     | Alexandra Jakuschewa | URS  | 11,7000  |
| 5     | Jean Desforges       | GBR  | 11,8000  |
| 6     | Elene Gokieli        | URS  | 11,8000  |

Finale: 26. August
Wind: +0,9 m/s

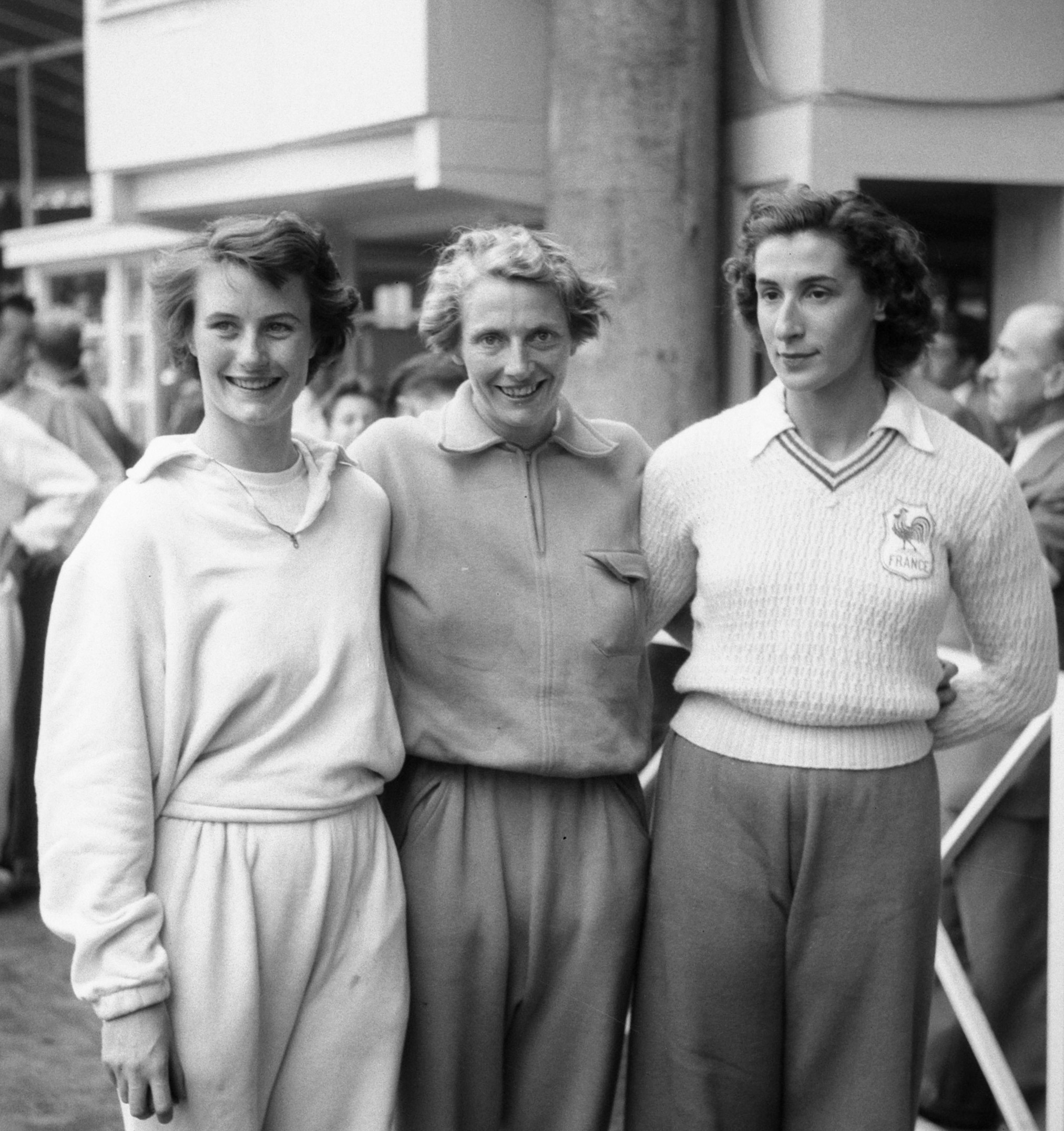

Die Medaillengewinnerinnen über 80 Meter Hürden (v. l. n. r.): Maureen Dyson, Fanny Blankers-Koen, Micheline Ostermeyer

### 4 × 100 m Staffel
| Platz | Land           | Athletinnen                                                            | Zeit (s) |
| ----- | -------------- | ---------------------------------------------------------------------- | -------- |
| 1     | Großbritannien | Elspeth Hay Jean Desforges Dorothy Hall June Foulds                    | 47,4     |
| 2     | Niederlande    | Xenia Stad-de Jong Bertha Brouwer Grietje de Jongh Fanny Blankers-Koen | 47,4     |
| 3     | Sowjetunion    | Elene Gokieli Sofja Malschina Soja Duchowitsch Jewgenija Setschenowa   | 47,5     |
| 4     | Frankreich     | Rosine Faugouin Micheline Ostermeyer Colette Aitelli Yvette Monginou   | 48,5     |
| 5     | Italien        | Maria Musso Laura Sivi Micaela Bora Vittoria Cesarini                  | 48,7     |
| 6     | Jugoslawien    | Spomenka Koledin Milica Sumak Mira Tuce Alma Butja                     | 49,8     |

Datum: 27. August

### Hochsprung
| Platz | Athletin           | Land | Höhe (m) |
| ----- | ------------------ | ---- | -------- |
| 1     | Sheila Alexander   | GBR  | 1,63     |
| 2     | Dorothy Tyler      | GBR  | 1,63     |
| 3     | Galina Ganeker     | URS  | 1,63     |
| 4     | Anne Knudsen       | DEN  | 1,60     |
| 5     | Bertha Crowther    | GBR  | 1,55     |
| 6     | Anne-Marie Colchen | FRA  | 1,50     |
| 7     | Simone Peironne    | FRA  | 1,50     |
| 8     | Berta Sablatnig    | AUT  | 1,45     |

Datum: 26. August

### Weitsprung
| Platz | Athletin            | Land | Weite (m) |
| ----- | ------------------- | ---- | --------- |
| 1     | Walentina Bogdanowa | URS  | 5,82      |
| 2     | Wilhelmina Lust     | NED  | 5,63      |
| 3     | Maire Österdahl     | FIN  | 5,57      |
| 4     | Yvonne Curtet       | FRA  | 5,38      |
| 5     | Silvana Pierucci    | ITA  | 5,34      |
| 6     | Margaret Erskine    | GBR  | 5,29      |
| 7     | Valerie Webster     | GBR  | 5,29      |
| 8     | Tineke de Jongh     | NED  | 5,23      |

Datum: 24. August

### Kugelstoßen
| Platz | Athletin             | Land | Weite (m) |
| ----- | -------------------- | ---- | --------- |
| 1     | Anna Andrejewa       | URS  | 14,32 CR  |
| 2     | Klawdija Totschonowa | URS  | 13,92000  |
| 3     | Micheline Ostermeyer | FRA  | 13,37000  |
| 4     | Galina Sybina        | URS  | 13,07000  |
| 5     | Magdalena Bregulanka | POL  | 12,80000  |
| 6     | Marija Radosavljević | YUG  | 12,75000  |
| 7     | Amelia Piccinini     | ITA  | 12,40000  |
| 8     | Nada Kotlušek        | YUG  | 12,34000  |

Datum: 23. August

### Diskuswurf
| Platz | Athletin             | Land | Weite (m) |
| ----- | -------------------- | ---- | --------- |
| 1     | Nina Dumbadse        | URS  | 48,03 CR  |
| 2     | Rimma Schumskaja     | URS  | 45,79000  |
| 3     | Edera Cordiale       | ITA  | 44,77000  |
| 4     | Micheline Ostermeyer | FRA  | 41,22000  |
| 5     | Julija Matej         | YUG  | 40,58000  |
| 6     | Paulette Veste       | FRA  | 37,86000  |
| 7     | Gabre Gabric-Calvesi | ITA  | 37,73000  |
| 8     | Lotte Haidegger      | AUT  | 37,40000  |

Datum: 25. August

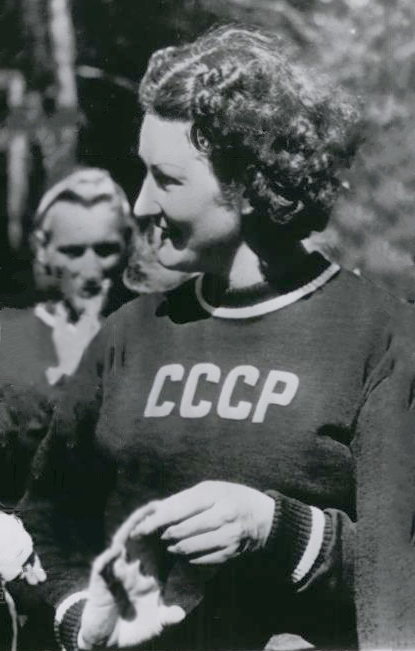

Europameisterin Nina Dumbadse (Foto rechts) – eine der führenden Diskuswerferinnen ihrer Zeit

### Speerwurf
| Platz | Athletin               | Land | Weite (m) |
| ----- | ---------------------- | ---- | --------- |
| 1     | Natalja Smirnizkaja    | URS  | 47,55 CR  |
| 2     | Herma Bauma            | AUT  | 43,87000  |
| 3     | Galina Sybina          | URS  | 42,75000  |
| 4     | Wera Nabokowa          | URS  | 41,88000  |
| 5     | Dana Zátopková-Ingrova | TCH  | 41,34000  |
| 6     | Lily Kelsby            | DEN  | 40,25000  |
| 7     | Marija Radosavljević   | YUG  | 38,33000  |
| 8     | Ingrid Almqvist        | SWE  | 38,21000  |

Datum: 23. August

### Fünfkampf
| Platz | Athletin             | Land | P – offiz. Wert. | P – 80er Wert. |
| ----- | -------------------- | ---- | ---------------- | -------------- |
| 1     | Arlette Ben Hamo     | FRA  | 3204 CR          | 3221           |
| 2     | Bertha Crowther      | GBR  | 3048000          | 3087           |
| 3     | Olga Modrachová      | TCH  | 3026000          | 3066           |
| 4     | Mona-Lisa Eglund     | SWE  | 2936000          | 3028           |
| 5     | Marguerite Martel    | FRA  | 2918000          | 3019           |
| 6     | Unni Sæter           | NOR  | 2870000          | 2996           |
| 7     | Klawdija Totschonowa | URS  | 2850000          | 2850           |
| 8     | Ivanka Knez          | YUG  | 2794000          | 2894           |

Datum: 24./25. August

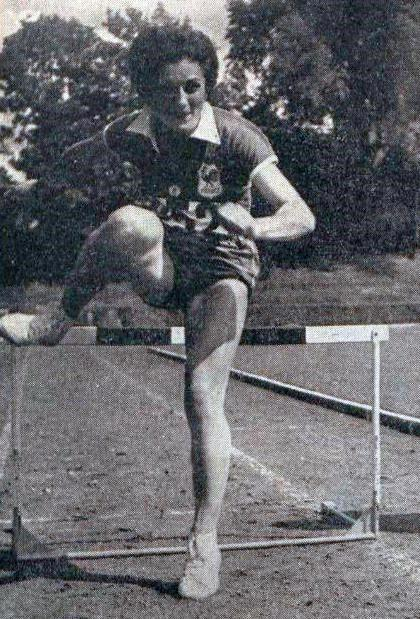
Arlette Ben Hamo sorgte wie bei den Männern für einen französischen Mehrkampfsieg

Gewertet wurde nach einer Punktetabelle von 1950.
Zur Orientierung und Einordnung der Leistungen sind zum Vergleich die nach heutigem Wertungssystem von 1980 für den Siebenkampf erreichten Punktzahlen mitaufgeführt. Bezüglich der Platzierungen hätte es danach eine Verschiebung gegeben.

Aber diese Vergleiche sind nur Anhaltswerte, denn als Grundlage müssen die jeweils unterschiedlichen Maßstäbe der Zeit gelten.